# Куруч-Каран
Куруч-Каран (баш. Ҡорос-Ҡаран) — село в Бакалинском районе Башкортостана, относится к Старокуручевскому сельсовету.

## История
Название происходит от личного имени Ҡорос и термина каран ‘полынья, речка’  
До 1988 года и после 2008-го входил в Старокуручевский сельсовет.

В 1988—2008 гг.  входил  в состав Килькабызовского сельсовета.
С 2005 современный статус.
Статус деревня, сельского населённого пункта, посёлок получил согласно Закону Республики Башкортостан от 20 июля 2005 года N 211-з «О внесении изменений в административно-территориальное устройство Республики Башкортостан в связи с образованием, объединением, упразднением и изменением статуса населенных пунктов, переносом административных центров», ст.1

6. Изменить статус следующих населенных пунктов, установив тип поселения — деревня…

7) в Бакалинском районе: 

б) поселка Веселая Поляна Казанчинского сельсовета

## Географическое положение
Расстояние до:
- районного центра (Бакалы): 15 км,
- ближайшей ж/д станции (Туймазы): 90 км.

## Население
| 2002 | 2009 | 2010 |
| ---- | ---- | ---- |
| 76   | ↘62  | ↘42  |

Национальный состав
Согласно переписи 2002 года, преобладающая национальность — татары (91 %).